# 高石站
高石站（日语：／ Takaishi eki */?）是南海電氣鐵道（南海電鐵）的鐵路車站，位於大阪府高石市。

## 歷史
- 1901年（明治34年）4月13日 - 此站啟用，當時稱為葛葉站。
- 1941年（昭和16年）8月1日 - 車站改稱高石町站。
- 1944年（昭和19年）6月1日 - 車站因公司合併成為近畿日本鐵道之車站。
- 1947年（昭和22年）6月1日 - 車站因業權轉讓重新成為南海電氣鐵道之車站。
- 1966年（昭和41年）12月1日 - 車站改稱高石站。
- 1969年（昭和44年）4月1日 - 車站下行改為高架車站。
- 2021年（令和3年）5月22日 - 車站上行改為高架車站。

## 車站構造
設有待避設備的島式月台2面4線高架車站。
| 月台 | 路線   | 方向 | 目的地                               |
| ---- | ------ | ---- | ------------------------------------ |
| 1、2 | 南海線 | 下行 | 和歌山市方向 （ 機場線）關西機場方向 |
| 3、4 | 南海線 | 上行 | 難波方向                             |

## 相鄰車站
南海電氣鐵道
南海本線
■特急南方、■急行、■機場急行、■區間急行
通過
■準急（只限往難波運行）、■普通
羽衣（NK16）－高石（NK17）－北助松（NK18）

## 外部連結
- 高石 - 南海電氣鐵道